# 6705 Ринакетті
6705 Ринакетті (6705 Rinaketty) — астероїд головного поясу, відкритий 2 вересня 1988 року.
Тіссеранів параметр щодо Юпітера — 3,639.